# Кукушка каза
Кукушката (Аврет Хисарска) каза е каза в Османската империя, част от Солунския санджак на Солунския вилает в началото на XX век. Център на казата е град Кукуш или преди това Аврет Хисар, а нахия е Кара даг. 
В 1892 година по Османското салнаме Кукушката каза има 23 848 души мухамедани и 17 778 немухамедани. Към 1900 година според статистиката на Васил Кънчов („Македония. Етнография и статистика“) казата брои 21 468 българи християни, 19 928 турци, 1782 цигани, или общо 43 178 души.
След Балканските войни казата остава в Кралство Гърция.